# Gholamreza Takhti
Gholamreza Takhti (en persan : غلامرضا تختی) est un lutteur iranien né le 27 août 1930, retrouvé mort le 7 juin 1968. Son nom est aussi transcrit Gholam-Reza, Gholam Reza, ou Qolam Reza. Il est plusieurs fois médaillé aux Championnats du monde de lutte et le premier iranien à obtenir une médaille dans une compétition internationale, les championnats du monde de lutte libre à Helsinki en 1952 (argent). Il reste une figure emblématique du sport iranien pour ses valeurs et son comportement considérés comme chevaleresque et fair-play; d'où le titre honorifique de "Jahân-pahlavân"; cet ensemble de valeurs est appelé javānmardi dans la société iranienne. Sa mort à 38 ans est toujours sujette à controverses.

## Biographie
Takhti est né dans un quartier populaire du sud de Téhéran ; il est le fils cadet d'un glacier. Son enfance se déroule dans la pauvreté. Il commence à pratiquer la lutte à 15 ans, après son entrée dans un club sportif du sud de Téhéran. Il quitte par la suite la ville pour un travail d'ouvrier sur les champs pétrolifères de Masjed-e Soleyman, au Khuzestan. Cette période est suivie par son service militaire, qui permettra de découvrir ses talents de lutteur. En 1948, il devient employé de la compagnie nationale de chemins de fer et continue à s'entraîner à la lutte. Il gagne le championnat national pour la première fois en 1951, et remporte une médaille d'argent l'année suivante aux championnats du monde de lutte libre à Helsinki (1952), devenant ainsi le premier Iranien à gagner une médaille dans une compétition sportive internationale. Il a ensuite gagné plusieurs médailles dans des compétitions internationales, notamment la médaille d'or aux J.O de Melbourne en 1956 et aux championnats du monde de lutte à Téhéran en 1959 et à Yokohama en 1961.
Takhti n'était pas un pratiquant régulier du sport traditionnel iranien des zurkhaneh, le Varzesh-e Pahlavani. Il pratiquait tout de même la lutte traditionnelle iranienne, le koshti-e pahlavani. Il a gagné à trois reprises le championnat national iranien dans les années 1950 et s'est vu remettre le Bazou band, bracelet du pahlavan-e pāyetakht par le Shah Mohammad Reza Pahlavi.
Nombre d'athlètes iraniens ont eu plus de succès à l'étranger que lui, mais aucun n'a réussi à atteindre sa popularité. En effet, Takhti symbolisait les valeurs traditionnelles du javānmard dans la société iranienne : il était gentil, humble, juste et généreux ; il gardait ses distances avec les puissants et s'occupait des pauvres.
En 1960, il collabore avec le Front national, le mouvement nationaliste de Mohammad Mossadegh, en créant une organisation sportive d'ouvriers affiliée à celui-ci. En août 1962, il s'attire la sympathie du peuple en organisant une opération d'aide aux victimes du tremblement de terre de Bo'in Zahra, près de Qazvin.

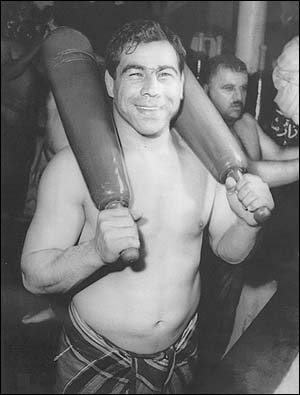
Takhti s'exerçant avec des mil dans un zurkhaneh.

Après ses succès internationaux jusqu'en 1962, il continue à participer aux compétitions internationales, mais sans succès particulier. En janvier 1963, il devient membre du haut conseil du second Front national. À partir de ce moment, ses relations avec les dirigeants des organisations sportives se détériorent. Il reste très populaire malgré ses mauvais résultats sportifs depuis 1962. Son manque de succès sur la scène internationale est attribué parmi le peuple aux mauvaises relations avec les dirigeants des organisations sportives.
Il se marie en 1966 à une femme de condition sociale plus élevée que lui mais son mariage a des problèmes dès fin 1967. Ses proches disaient que la mort de Mossadegh en 1967 l'avait beaucoup affecté, qu'il était parfois sujet à des dépressions.
L'annonce de son suicide le 7 janvier 1968 à 37 ans surprend beaucoup d'Iraniens, qui ont peine à y croire. Le fait que la chambre de l'Atlantic Hotel où son corps a été retrouvé était situé près du quartier général de la SAVAK, le service de  sécurité intérieure du régime, et des rumeurs ont couru sur les conditions de sa mort. Il aurait été torturé à mort par des agents de la SAVAK dans les locaux du quartier général, et son corps aurait été laissé à l'hôtel. Des documents de la SAVAK publiés au début du XXIe siècle ne contiennent aucun indication sur la participation de la SAVAK dans la mort du champion.
Ses funérailles au cimetière Ebn-e Babooyeh à Ray (sud de Téhéran) attirent de nombreux partisans de Mossadegh. Étant donné que l'activité politique était fortement limitée depuis la révolution blanche et les émeutes de 1963, son enterrement s'est transformé en un événement politique.
Après la révolution iranienne de 1979, le nouveau régime islamique se sert de l'image de Takhti, qui était un homme pieux, afin d'en faire une icône de la lutte islamique contre le Shah. Le suicide étant un pêché en Islam, l'histoire de son meurtre par le régime du Shah permettait ainsi d'en faire une personne admirable.
Son souvenir est encore vivace auprès de la population iranienne : de nombreux stades, clubs sportifs, zurkhaneh (gymnases traditionnels iraniens) portent son nom. Des statues de lui ont été dressées. L'anniversaire de sa mort est célébré chaque année près de sa tombe. L'histoire de sa mort a même donné lieu à un projet de film resté inachevé, à cause de la mort du réalisateur, Ali Hatami. Un film de Behrouz Afkhami présente l'histoire de ce film inachevé.

## Palmarès International
- 1952 : médaille d'argent, championnats du monde, Helsinki
- 1952 : médaille d'argent, J.O d'Helsinki
- 1955 : médaille d'argent, championnats du monde, Varsovie
- 1956 : médaille d'or, J.O de Melbourne
- 1958 : médaille d'argent, championnats du monde, Sofia
- 1958 : médaille d'or, championnats d'Asie, Tokyo
- 1959 : médaille d'or, championnats du monde, Téhéran
- 1960 : médaille d'argent, J.O de Rome
- 1961 : médaille d'or, championnats du monde, Yokohama
- 1962 : médaille d'argent, championnats du monde, Toledo (Ohio)

## Anecdotes
Après sa victoire sur le champion du monde en titre Anatoli Albul à Moscou, Takhti voit la tristesse sur le visage de la mère de son adversaire. Takhti s'avance vers elle et lui dit : « Je suis désolé du résultat, mais votre fils est un grand lutteur ». Elle a souri et l'a embrassé.

### Documentation
- (fr) Fariba Adelkhah, Être moderne en Iran, Paris, CERI - KARTHALA, 2006, 266 p. (ISBN 2-84586-782-4)
- (en) H. E. Chehabi, « Sport and Politics in Iran: The Legend of Gholamreza Takhti », International Journal of the History of Sport n°12, 1995, pp. 48-60.
- (fa) Bijan Rouintan, Jahān Pahlevān Takhti, Téhéran Hamrāh, 1995-96, p.45

### Filmographie
- Jahan Pahlavan Takhti (1997) de Behrouz Afkhami. Ce film raconte l'histoire d'un producteur à qui l'administration iranienne demande de finir le film entamé par Ali Hatami. Ce producteur va se retrouver face à de nombreux problèmes avant de pouvoir finir ce film.